# Rave (aplicativo)

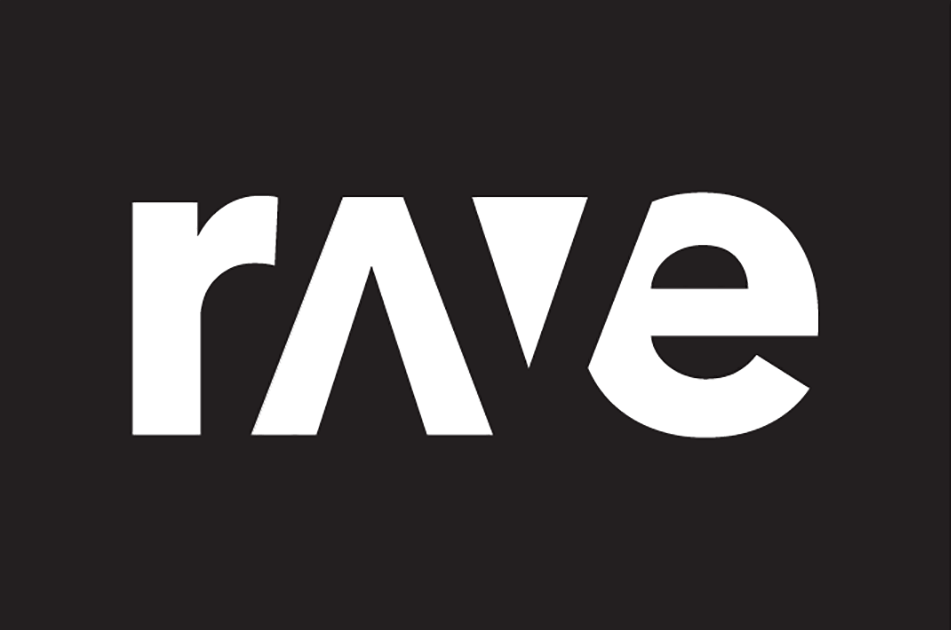
Rave Logo

Rave – Videos with Friends, (ou apenas conhecido como Rave) é um aplicativo gratuito para Android e IOS, que permite ao usuário assistir vídeos, filmes, séries e até escutar música com seus amigos ou desconhecidos, mesmo de longe, com um bate-papo.
O Rave não é uma plataforma para criadores de conteúdo digital, a exemplo do YouTube. Ele suporta conteúdos do YouTube, Netflix, Amazon Prime Video, Disney+, Vimeo, Reddit e Google Drive.

## História

### Crescimento na pandemia de COVID-19
Durante a quarentena da pandemia de COVID-19, com as medidas de isolamento, as pessoas ficaram mais ativas nas mídias sociais e para não deixarem de se conectarem com os amigos e familiares, um meio foi o Rave, que permite assistir diversos conteúdos com os amigos e familiares, mesmo à distância.

## Dados demográficos
Segundo Michael, CEO do Rave, os dados demográficos são bastante amplos, de pré-adolescentes, adolescentes e além. Os principais países atingidos são os Estados Unidos, Brasil e Arábia Saudita, além do Reino Unido.

## Funções
O aplicativo permite criar salas e entrar nelas. De um jeito democrático, o Rave permite que as pessoas votem no próximo conteúdo que querem assistir, sendo que o líder pode mudar essa opção e colocando para que somente ele escolha.
O aplicativo permite escrever por mensagem de texto e falar por VOIP, esse último podendo ser desativado pelo líder da sala.